# Go-Komacu
Go-Komacu (japonsky 後小松天皇, Go-Komacu-tennō, 1. srpna 1377 – 1. prosince 1433) byl stý císař Japonska v souladu s tradičním pořadím posloupnosti a šestý a poslední panovník Severního dvora. Jako japonský císař vládl od 19. listopadu 1392 do 5. října 1412.
Oficiálně byl od 24. května 1382 do 21. října 1392 považován za takzvaného Severního pretendenta, vládce Severního dvora. Po abdikaci 99. císaře Go-Kamejamy se 19. listopadu 1392 stal legitimním japonským císařem (100. v tradičním pořadí posloupnosti). 
Go-Komacu, panovník z období Nanbokučó, byl pojmenován po 58. císaři Kókóvi z 9. století, jehož osobní jméno (imina) před nástupem na Chryzantémový trůn bylo Komacu-tei. Go- (後) se doslovně překládá jako „pozdější“. Historické dílo buddhistického mnicha školy Tendai Jiena nazvané Gukanšó neboli Bláznovy zápisky vysvětluje, že Kókó byl nazýván císařem Komacu.  Go-Komacu tedy může být označován jako „pozdější císař Kókó“ nebo „pozdější císař Komacu“. Jelikož se japonský výraz go v některých starších pramenech rovněž překládal ve významu „ten druhý“, mohl by tento císař být také označován jako Komacu druhý či Komacu II.
Princ, jehož osobní jméno (imina) před nástupem na Chryzantémový trůn znělo Motohito-šinnó (幹仁親王), byl vychován v bouřlivém období Nanbokučó, kdy spolu soupeřily Severní a Jižní dvůr. „Severním císařem“ se stal po abdikaci svého otce, severního pretendenta Go-En'júa, který vládl s pomocí šóguna Jošimicua Ašikagy jako klášterní císař. 

## Historie
Po kapitulaci Jižního dvora a následném znovusjednocení obou dříve soupeřících císařských dvorů v roce 1392 uzavřel „jižní císař“ Go-Kamejama dohodu se „severním císařem“ Go-Komacuem o střídavé vládě na japonském Chryzantémovém trůnu. V desetiletých cyklech měli na trůn střídavě usedat příslušníci obou bratrských linií (severní a jižní). Avšak Go-Komacu svůj slib porušil a tuto dohodu nedodržel. Nejenže sám vládl dlouhých 20 let až do své abdikace 5. října 1412, ale jeho nástupcem se stal jeho vlastní syn, princ Mihito jako císař Šókó, nikoli syn vládce bývalého Jižního dvora. Současná japonská císařská dynastie jsou potomci tří císařů Severního dvora.
V roce 1392 se pověřenci ašikagského šógunátu podařilo přimět císaře Go-Kamejamu, aby postoupil posvátné císařské regálie Go-Komacuovi, čímž přenechal Chryzantémový trůn svému bývalému protivníkovi. Go-Komacu tím získal nástupnictví (senso) a formálně usedl na Chryzantémový trůn. Poté nedodržel dohodu o střídání příslušníků severní a jižní bratrské linie na japonském trůnu a přenechal nástupnictví svému synovi. Všichni následující císaři tak pocházeli z linie Severního dvora. Až do roku 1911 pak byli císaři Severního dvora považováni za legitimní a jižní dvůr za nelegitimní. 
Nicméně dekret vydaný císařem Meidžim 3. března 1911 stanovil, že zákonití panovníci období Meidži jsou prostřednictvím císaře Go-Murakamiho, vládce Jižního dvora v letech 1339–1368, přímými potomky císaře Go-Daigoa. Vládci Jižního dvora jsou dnes považováni za právoplatné císaře, jelikož si prý Jižní dvůr ponechal vlastnictví tří posvátných pokladů, čímž se císaři bývalého Severního dvora stali pouhými pretendenty. 

## Rodina
Go-Komacu měl 6 manželek, s nimiž zplodil 5 dětí, 3 syny a 2 dcery, přičemž první syn, císařský princ Mihito (実仁親王) se stal císařem Šókó (称光天皇) a třetí syn, Sódžun Ikkjú (一休宗純), básníkem, kaligrafem, malířem, zenovým mnichem a náboženským myslitelem.
Císař Go-Komacu je pohřben spolu s dalšími 11 císaři v mauzoleu Fukakusa no kita no misasagi (深草北陵) v kjótské čtvrti Fušimi-ku.